# Gizella Bodnár
Gizella Bodnár (* 18. Oktober 1926; † 6. Februar 2019), auch bekannt als Repülős Gizi („Flugzeug-Gizi“) war eine ungarische Einbrecherin, die in den frühen 1950er-Jahren Bekanntheit erlangte.

## Leben
Gizella Bodnár war das vierte von sechs Kindern eines Eisenbahningenieurs und einer Hausfrau. Schon als Kind begann sie, Kleinigkeiten zu stehlen. Als Grund ihrer Kleptomanie gab sie eine Meningitiserkrankung im Alter von sechs Jahren an. Später studierte sie in Košice. Als der Zweite Weltkrieg begann, brach durch Stress ihre Kleptomanie wieder aus.
In den frühen 1950er Jahren, als Malév, das nationale Flugunternehmen Ungarns begann, Binnenflüge anzubieten, flog sie oft von Budapest nach Miskolc, Debrecen, Szeged, Pécs und Szombathely um Einbrüche zu begehen und am gleichen Abend noch den Rückflug anzutreten, stritt aber ab jemals mit einem Flugzeug geflogen zu sein. Später begann sie, auch nach Amsterdam, London und Paris zu fliegen, um dort Einbrüche zu begehen. Teil ihrer Vorgehensweise war es, morgens Nachbarn zu besuchen und Lebensmittel auszuborgen, die sie am Abend wieder zurückbrachte um sich ein Alibi für beide Tageshälften zu beschaffen.
Bodnár wurde zwischen 1948 und 2006 22-mal festgenommen, führte im Laufe ihres Lebens über 20 Gerichtsprozesse und wurde zu insgesamt 40 Jahren Haft verurteilt, von denen sie 16 Jahre und 7 Monate im Gefängnis verbrachte. Später zog sie nach Komárom, wo sie im Januar 2009 im Alter von 82 Jahren festgenommen wurde. Gegen Ende ihres Lebens wurde bei ihr Kleptomanie diagnostiziert: sie gab an hübsche Gegenstände zu mögen und den Großteil ihrer Beute zu verschenken anstatt ihn zu verkaufen, eine Behauptung die durch die Tatsache gestützt wird, dass sich nach ihrem Tod nur wenig in ihrem Besitz befand.
2007 publizierte sie ihre Memoiren: Repülős Gizi – A tolvajok királynője („Flugzeug-Gizi, Königin der Diebe“). Im Juni 2015 wurde sie in Ungarn festgenommen, im September des gleichen Jahres wurde sie während eines Einbruchs in einem Schrank gefunden und behauptete, dort Unterschlupf vor dem Regen gesucht zu haben. Sie wurde im Februar 2016 in Sukoró festgenommen, dann erneut im August 2017 in Tatabánya.
Bodnár starb am 6. Februar 2019 im Alter von 92 Jahren.